# Ресторан по понятиям
«Ресторан по понятиям» — российский комедийно-криминальный телесериал Давида Дадунашвили, который транслируют на видеосервисе Premier, с 21 февраля 2022 года — на телеканале ТНТ. Главные роли в нём сыграли Владимир Вдовиченков, Дмитрий Дюжев, Владимир Сычёв и Иван Кокорин. Премьерный показ первого сезона проходил с 20 января по 17 февраля 2022 года, второго — с 24 ноября по 13 декабря 2022 года. 6 января 2023 года на ТНТ состоялась премьера спецсерии «Ресторан по понятиям: Бедный олигарх». 24 августа 2023 года сериал был продлён на третий сезон.

## Сюжет
Герои сериала — уголовники Шустрый, Кувалда, Кощей и Килька, которые недавно вышли из тюрьмы и теперь готовят крупное ограбление. Они арендуют ресторан рядом с банком, но их заведение внезапно становится популярным. Во втором сезоне над рестораном нависает угроза закрытия, так как криминальная кампания не понравилась новому владельцу здания. В третьем сезоне друзья, чтобы вернуть давний долг, соглашаются ограбить фудкорт.

## В ролях
— главная роль
| Актёр                                          | Роль                                                                                    |
| ---------------------------------------------- | --------------------------------------------------------------------------------------- |
| Владимир Вдовиченков                           | Шустрый (Дмитрий), вор-рецидивист; в ресторане — администратор и бармен                 |
| Дмитрий Дюжев                                  | Кувалда (Александр), дебошир; в ресторане — вышибала и певец                            |
| Владимир Сычёв                                 | Кощей (Константин), альфонс-мошенник; в ресторане — шеф-повар                           |
| Иван Кокорин                                   | Килька (Алексей), брат Кувалды, похититель животных; в ресторане — официант             |
| Виктория Богатырёва                            | Ирина Самсонова, начальник участковых района, невеста Шустрого                          |
| Михаил Тарабукин (1 сезон)                     | Сергей Горошков, начальник и бывший жених Ирины                                         |
| Григорий Сиятвинда (2 сезон)                   | Серафим Петрович Смирнов, владелец здания                                               |
| Иван Охлобыстин (2 сезон)                      | Гоша Интерн, он же Венцеслав Лучезарный, хозяин веганского ресторана «Морковка и точка» |
| Мария Кравченко (2 сезон)                      | Владлена, управляющая веганского ресторана «Морковка и точка», возлюбленная Кощея       |
| Михаил Павлик, Вячеслав Темирбулатов (2 сезон) | Лёлик и Болик, повара «Ресторана по понятиям»                                           |
| Вартан Даниелян (2 и 3 сезоны)                 | Вартан, владелец автомастерской                                                         |
| Гоша Куценко (3 сезон)                         | Антикуллер                                                                              |
| Антон Левин (3 сезон)                          | Макс, «сын» Кощея                                                                       |
| Иван Филиппов (3 сезон)                        | Чекушка (Иван)                                                                          |
| Кай Метов (8, 15 серия)                        |                                                                                         |
| Люся Чеботина (15 серия)                       |                                                                                         |
| Сергей Сафронов (15 серия)                     |                                                                                         |
| Любовь Успенская (15 серия)                    |                                                                                         |

## Оценки
Из-за кастинга «Ресторан по понятиям» вызвал у зрителей аналогии с сериалом «Бригада» и фильмом «Бумер». При этом звучали мнения о пропаганде «воровской жизни», о плохой игре Дмитрия Дюжева, о предсказуемости сюжета. У некоторых зрителей сериал вызвал ностальгию по 90-м.
Рецензент «Комсомольской правды» назвал идею, которая легла в основу сюжета, «многообещающей», но низко оценил качество исполнения, применив для этого выражение «под тухлым соусом». Рецензент TV Mag пишет о чрезмерной патетичности диалогов и «неловком» юморе.